# Масакр у Чемерну
Масакр у Чемерну десио се 10. јуна 1992. у току рата у Босни и Херцеговини, када су припадници Армије Републике БиХ извршили покољ српског становништва у селу Чемерно, општина Илијаш. Тог дана је у овом селу убијено 32 Срба (од чега 9 цивила). Ово је уједно и највећи покољ српског становништва у једном дану који се десио на простору ширег региона Сарајева у периоду између 1992. и 1995. године.

## Споменик
У селу се налази споменик који су преживели подигли у знак сећања на жртве масакра у Чемерну. Жртве су након злочина сахрањене у заједничку гробницу у јуну 1992, а ексхумиране у мају 1999. године. На инсистирање власти Општине Илијаш које су одбијале да преживелима дају дозволу за подизање споменика, натпис на споменику уместо „Жртве ратног злочина“ гласи „Жртве збивања из рата у БиХ“.